# 3·27廉江男子持刀杀人案
3·27廉江持刀杀人案，是指2025年3月27日发生在中国广东省湛江市廉江市石颈镇东埇村的一起持刀杀人事件。一名男子持刀闯入邻居家中，造成三人死亡。

## 事件经过
2025年3月27日19时45分左右，嫌疑人叶某骑摩托车持刀闯入邻居家中。当时屋内有四人：36岁的母亲、1岁的儿子、70岁的外婆和一名不到三个月大的婴儿。嫌疑人先后袭击了母亲和儿子，导致儿子当场死亡，母亲受伤后跑出门外呼救。外婆听到呼救声后前来查看，也被嫌疑人杀害。婴儿因已入睡而幸免于难。

## 嫌疑人情况
嫌疑人叶某作案后试图自杀未遂，当场被警方控制。

## 后续
2025年4月16日，检察机关已介入调查。村干部表示，未听说两家存在矛盾。网传可能因邻里纠纷或长期被嘲讽为“老光棍”导致心理失衡，但具体原因仍在调查中。
27日，案件移送廉江市人民检察院审查起诉。6月家属称经司法鉴定确认犯罪嫌疑人患有精神分裂症。
截至2025年6月，案件审理仍在进行，司法机关尚未对外透露具体量刑标准。